# Област Ошика
Област Ошика (јап. 牡鹿郡) Oshika-gun се налази у префектури Мијаги, Јапан. 
2003. године, у области Ошика живело је 16.069 становника и густину насељености од 115,80 становника по км². Укупна површина је 138.76 км².

## Вароши и села
- Онагава

## Спајања
- 1. априла 2005. године варош Ошика спојио са варошима Кахоку, Канан, Китаками, Моноу и Огацу, сви из области Моноу, и градом Ишиномаки и формирали већи и нови град Ишиномаки.